# 11694 Esterhuysen
A 11694 Esterhuysen (ideiglenes jelöléssel 1998 FO70) a Naprendszer kisbolygóövében található aszteroida. A LINEAR projekt keretében fedezték fel 1998. március 20-án.